# Sportanlage Stadlau
Die Sportanlage Stadlau ist ein Sportgelände im Wiener Stadtteil Stadlau und Spielstätte des österreichischen Fußball-Regionalligisten FC Stadlau sowie Heimstätte der Leichtathleten des ATSV OMV Auersthal.

## Lage
Das Gelände liegt östlich der Donau im Stadtteil Stadlau, der zum 22. Wiener Gemeindebezirk Donaustadt gehört. In unmittelbarer Nähe befindet sich der Bahnhof Erzherzog-Karl-Straße, an dem Regionalzüge in die Grenzregionen zu Tschechien und der Slowakei halten. Östlich am Sportgelände führt die Autobahn Südosttangente Wien vorbei, mit durchschnittlich 170.000 Fahrzeugen pro Tag die meistbefahrene Straße Österreichs.

## Ausstattung der Sportanlage
Die im Jahr 1949 eröffnete Sportanlage verteilt sich auf insgesamt 60.000 m² Fläche. Der Hauptplatz ist ein Multifunktionsstadion mit einem Fassungsvermögen von 5000 bis 6000 Zuschauern. Auf der Westseite des Platzes befindet sich eine überdachte Tribüne mit 1200 Sitzplätzen. Auf der Ostseite und der Südseite befinden sich Graswälle.
Unterhalb der Tribüne sind neben den sechs Umkleidekabinen samt Nassräumen die Büros, die Technikräume sowie der VIP-Bereich untergebracht.
Neben dem Stadion existieren zwei weitere mit Flutlicht ausgestattete Fußballplätze. Einer ist ein Kunstrasenplatz, der andere ein Rasenplatz.
Unmittelbar nördlich des Stadions befindet sich eine Kletterhalle mit Klettermöglichkeiten im Innen- und Außenbereich.
Im Mai 2020 wurde ein Bericht vom Stadtrechnungshof veröffentlicht, dass die Sportanlage Stadlau stark renovierungsbedürftig ist.

## Nutzung
Hauptnutzer des Stadions ist der Regionalligist FC Stadlau, der von 1954 bis 1957 in der Staatsliga A spielte, der damals höchsten Spielklasse Österreichs. Aus jener Zeit sind Zuschauerzahlen von 5500 Besuchern im Februar 1955 gegen den amtierenden Meister Rapid Wien überliefert, in der Folgesaison 5000 gegen den gleichen Gegner sowie 5000 Besucher gegen Austria Wien im November 1954 und im September 1955.
Neben dem Fußballsport des FC Stadlau dient das Stadion für den ATSV OMV Auersthal als Sportanlage für Leichtathletik. 
Die Anlage weist folgende Ausstattungen auf:
- Sechs Rundbahnen zu 400 Meter Länge,
- Wassergraben für Hindernislauf,
- Weitsprung,
- Dreisprung,
- Hochsprung,
- Stabhochsprung,
- Kugelstoß,
- Diskus,
- Wurfkäfig,
- Speerwurf.

## Architektur
An der Planung der Haupttribüne war der Architekt und Ex-Fußballer Gerhard Hanappi beteiligt.